# Marmon Group
Die Marmon Group ist ein US-amerikanischer Mischkonzern, der zu Berkshire Hathaway gehört.

## Geschichte
Die Marmon Group geht auf die Colson Corporation zurück, die Jay und Robert Pritzker 1953 kauften. Nach der Übernahme von Marmon-Herrington wurde das Unternehmen 1964 in Marmon Group umbenannt.
1976 wurde die Cerro Corporation und 1981 TransUnion übernommen. Über TransUnion wurde auch die Union Tank Car Company (UTLX) übernommen. Die Finanz-Sparte des Unternehmens wurde in den 1990er Jahren an Madison Dearborn Partners weiterverkauft. Ab Jahr 2007 verkaufte die Pritzker-Familie das Unternehmen an Warren Buffetts Berkshire Hathaway.
2013 wurde das Geschäft „Getränkeausschank“ von der IMI plc übernommen.

## Schienenfahrzeugbau

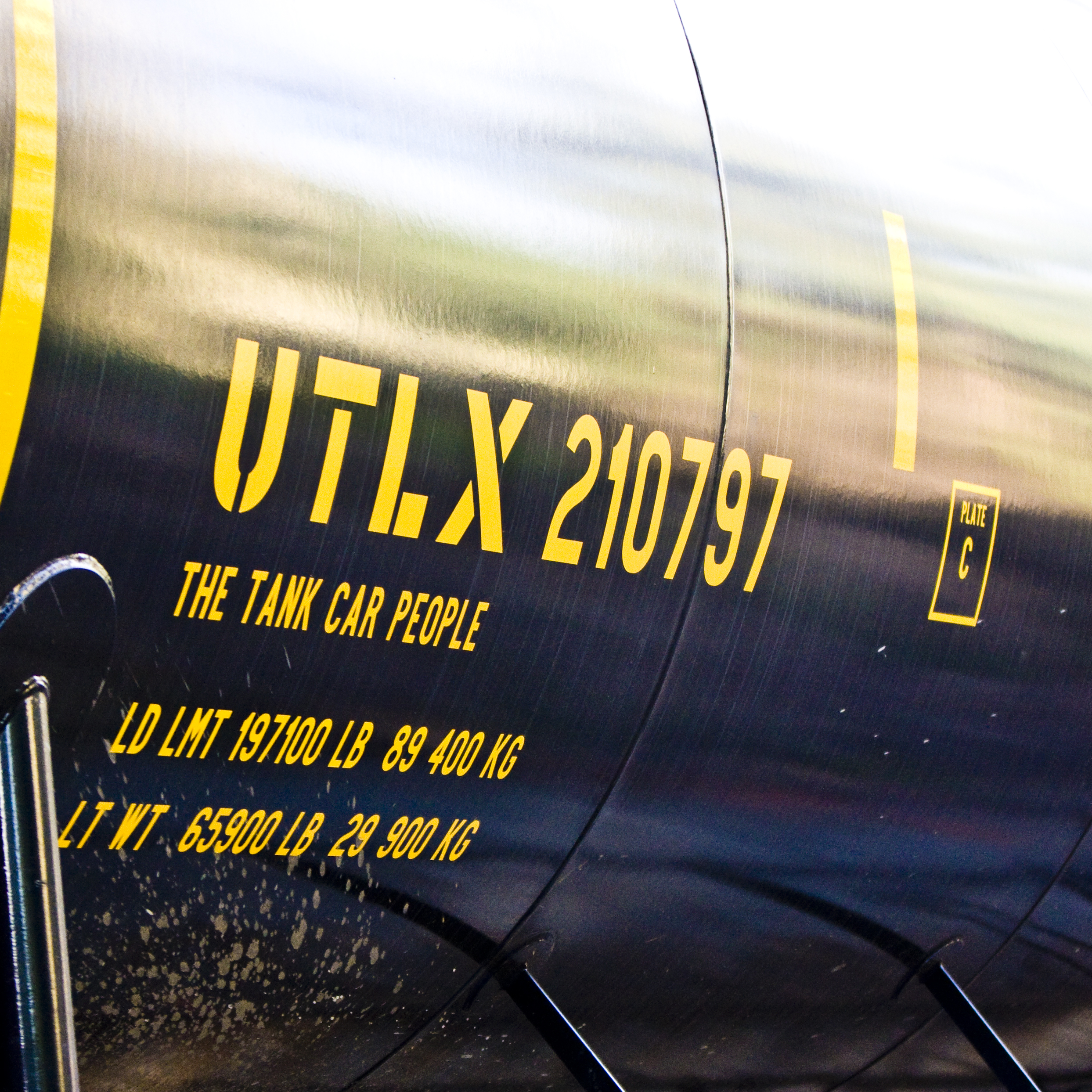
Aufschrift auf einem Tankwagen

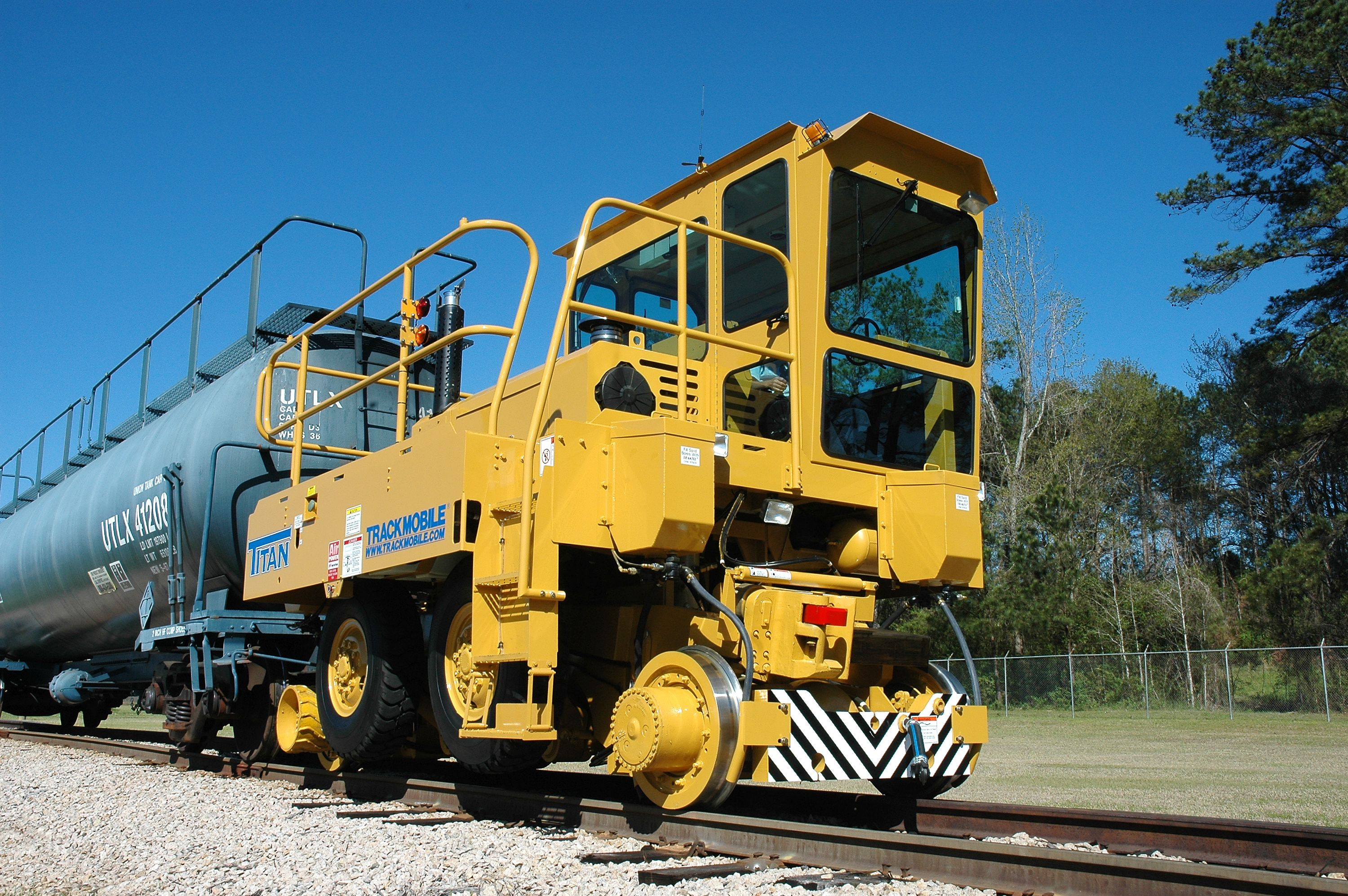
Trackmobile Titan

Das größte Geschäftsgebiet der Marmon Group ist die Herstellung und Vermietung von Kesselwagen, dies geschieht in den USA unter der Marke Union Tank Car Company (UTLX) und in Kanada als Procor.
2006 errichtete UTLX ein neues Produktionswerk in Alexandria (Louisiana), ein weiteres Werk befindet sich im Osten von Houston.
Die Firma Trackmobile stellt Zweiwegefahrzeuge her.

## Liste der Tochterunternehmen
Darüber hinaus gehört eine Vielzahl von kleineren Unternehmen zum Konglomerat:
- Aetna Insulated Wire LLC
- Amarillo Gear Company LLC
- Amarillo Wind Machine LLC
- Ameritrack Rail
- Anderson Copper & Brass Company LLC
- Atlas Bolt & Screw Company LLC
- Bushwick Metals LLC
- Cable USA LLC
- Catequip S.A. and Cat'Serv S.a.r.l.
- Cerro E.M.S.
- Cerro Fabricated Products LLC
- Cerro Flow Products LLC
- Cerro Wire LLC
- Comtran Cable LLC
- Cornelius Beverage Limited
- Cornelius Inc.
- Cornelius Deutschland GmbH
- Deerwood Fasteners International
- Dekoron Unitherm LLC
- Dekoron Wire and Cable LLC
- Ecodyne Heat Exchangers LLC
- Ecodyne Limited
- Ecodyne Water Treatment LLC
- EcoWater Canada Ltd.
- EcoWater Systems Europe
- EcoWater Systems LLC
- Eden
- Enersul Inc.
- Enersul Operations
- Enersul Technologies
- Epuro Industrial
- EXSIF Worldwide, Inc.
- Fleetline Products
- Fontaine Fifth Wheel
- Fontaine Modification Company
- Fontaine Spray Suppression Company
- Fontaine Trailer Company
- Future Metals
- Graver Technologies LLC
- Graver Water Systems LLC
- Harbour Industries LLC
- IMPulse NC LLC
- Intermodal Transfer LLC
- Koehler-Bright Star LLC
- KX Technologies LLC (KXT)
- KX Technologies, Pte. Ltd.
- L. A. Darling Company LLC
- Leader Metal Industry Co., Ltd.
- M/K Express Company LLC
- Marmon Utility LLC (Hendrix)
- Marmon Utility LLC (Kerite)
- Marmon/Keystone Canada Inc.
- Marmon/Keystone LLC
- Marmon-Herrington Company
- McKenzie Valve & Machining LLC
- NU-LINE Products Inc.
- Nylok LLC
- Owl Wire and Cable LLC
- Pan American Screw LLC
- Penn Aluminum International LLC
- Penn Machine Company LLC
- Perfection
- Prince Castle LLC
- Railserve, Inc.
- Robertson Inc.
- RSCC Aerospace & Defense
- RSCC Wire & Cable LLC
- Silver King
- Sloane
- Specialty Bolt & Stud Inc.
- Sterling Crane
- Store Opening Solutions LLC
- Streater LLC
- TE Wire & Cable LLC
- Thorco Industries LLC
- Trackmobile LLC
- Triangle Suspension Systems, Inc.
- TSE Brakes, Inc.
- Unarco Industries LLC
- Uni-Form Components Co.
- WCTU Railway LLC
- Webb Wheel Products, Inc.
- Wells Lamont Industry Group LLC
- Wells Lamont Procoves
- Wells Lamont Retail Group
- Zephir S. p. A.